# Хвороба «рука-нога-рот»
Хвороба «рука-нога-рот» (або Ентеровірусний везикулярний стоматит з екзантемою; англ. Hand, foot, and mouth disease; Enteroviral vesicular stomatitis with exanthem, рідше — ящуроподібний синдром) — одна з поширених клінічних або нозологічних форм ентеровірусних інфекцій. Має типові висипання, які локалізуються на кінцівках та біля роту і в ротовій порожнині. Деякі науковці розцінюють її як своєрідний варіант клінічного перебігу ентеровірусної гарячки з екзантемою. Не слід плутати з ящуром, при якому клінічні прояви є дещо схожими.

## Історичні відомості
Випадки хвороби були вперше описані клінічно в Канаді та Новій Зеландії в 1957 році. Назву їй надав британський лікар і організатор охорони здоров'я Томас Генрі Флюетт після подібного спалаху в 1960 році.

## Актуальність
Coxsackievirus A16 є найпоширенішою причиною, а ентеровірус 71 другою за поширеністю. Інші штами вірусі Коксакі А4-A7, A9, A10, B1-B3 і B5 та інших ентеровірусів також можуть бути причиною хвороби. Окремі люди можуть переносити і передавати вірус, не маючи жодних симптомів захворювання. Тварини не є джерелами передачі збудників. У 2010-х роках тільки в Китаї реєструється до 1 млн випадків щорічно. Згідно зі повідомлення ВООЗ у період з 1 по 31 липня 2018 року у Китаї було зареєстровано 377 629 випадків та 4 смерті. Це на 27 % більше, ніж за аналогічний період 2017 року, але відповідає сезонним тенденціям, з 2013—2017 років. З 1997 року по 2015 було зареєстровано 71 епідемія, переважно в Східній та Південно-Східній Азії, в першу чергу серед дітей. Проте спалахи в Китаї у 2003 році спричинив екховірус 19. У США спалахи трапляються кожні 3 роки, в середньому захворює 30-45 осіб.

### Відомі значні спалахи
- 1998 рік — спалах на Тайвані, захворіло більше 1,5 млн осіб, в основному дітей, 78 з них загинуло.
- 2008 рік — Китай, Сінгапур, В'єтнам, Монголія, Бруней постраждали від спалаху, коли захворіло 30 тисяч осіб, більше 50 з них померло.
- 2009 рік — спалах в провінціях Хенань і Шаньдун на сході Китаю, під час якого загинуло 35 осіб.
- 2010 рік — у кількох південних районах Китаю було інфіковано понад 70 тисяч людей, майже 600 з них померло.

## Етіологія
Відносяться до родини Picornaviridae, роду ентеровірусів. Розділення на серотипи засновано на властивостях типоспецифічного антигену. Серовари не містять групоспецифічних антигенів. Деякі віруси Коксакі здатні спричиняти гемаглютинацію еритроцитів людини.

## Патогенез
У деяких пацієнтів розвиваються широко поширені, пухирчасті слизові реакції, що імітують навіть синдром Стівенса — Джонсона.

## Клінічні прояви

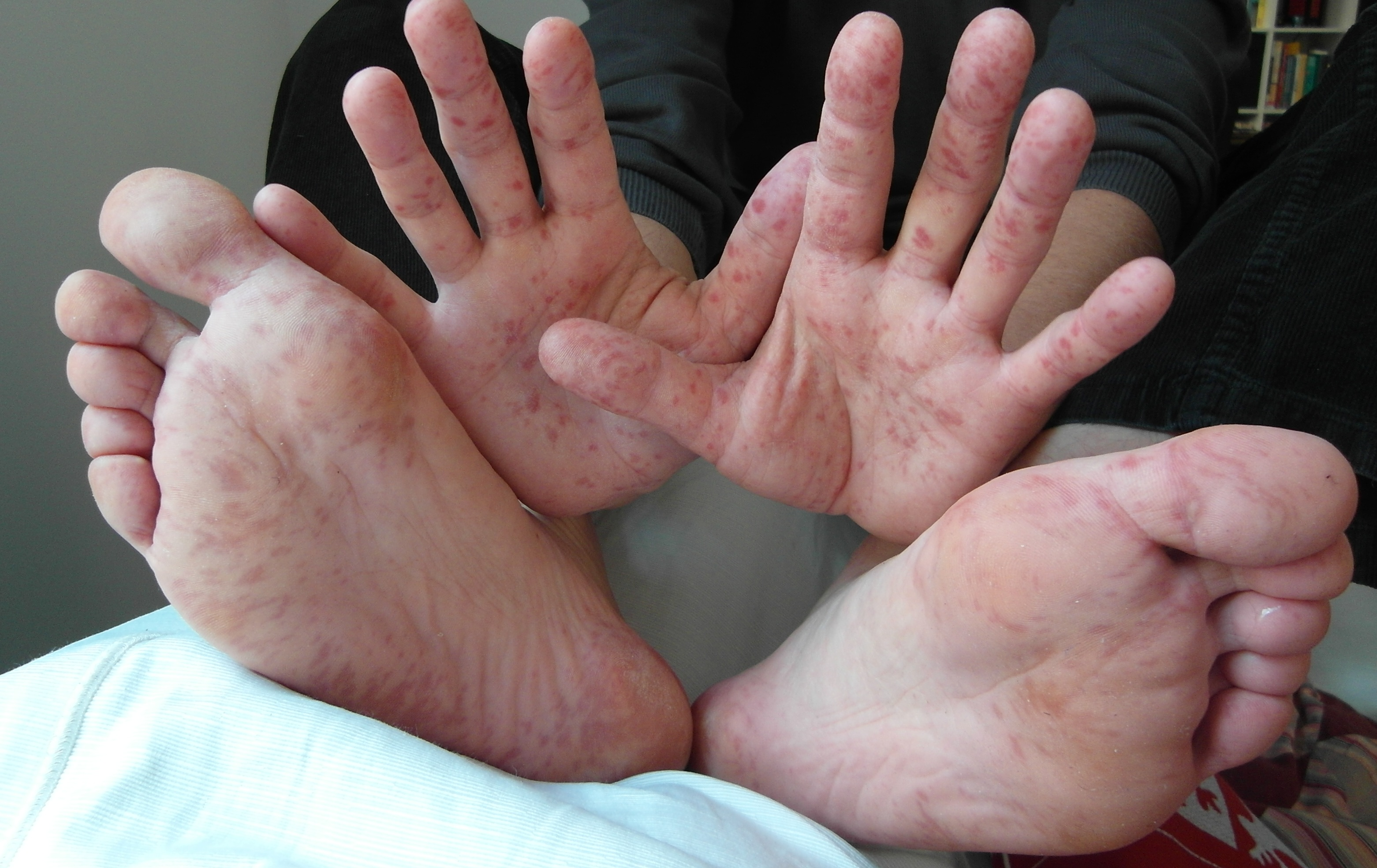
Типові висипання на долонях та стопах

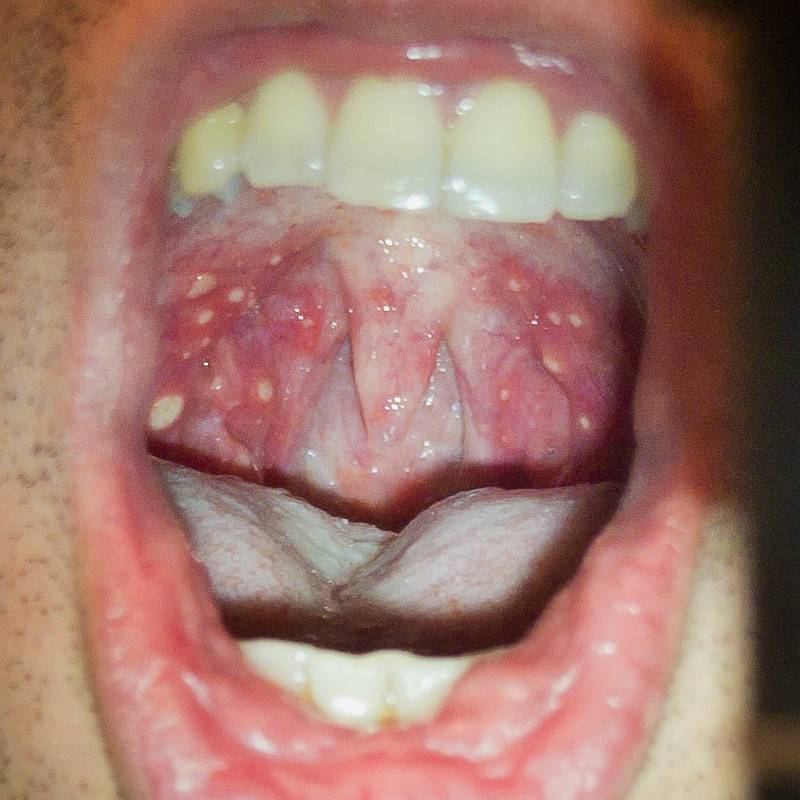
Висипання на м'якому піднебінні

Інкубаційний період триває 3-5 днів. Часто основним проявам передує продромальний період тривалістю 12—36 годин, після чого з'являються основні ознаки, включаючи гарячку, нудоту, блювання, втомлюваність, втрату апетиту і дратівливість у немовлят та малюків. З'являється висип у вигляді плоских знебарвлених плям і папул, за якими можуть слідувати везикули на долонях, підошвах ніг, сідницях, а іноді й на губах. При цьому висип на долонях і підошвах має вигляд невеликих везикул, що заповнені серозним вмістом і оточені невеликим вінчиком гіперемії, діаметром 1-5 мм. Вони не підсипають у подальшому перебігу. Висипання з'являються не більше ніж на 10 % поверхні шкіри. Енантема — афти (маленькі виразки) в порожнині рота невеликого розміру, в незначній кількості, розташовуються на язиці та слизовій оболонці щік. Висип може бути надзвичайно сверблячим у дорослих. Болісні виразки можуть розвиватися навколо носа або рота, що певною мірою нагадує прояви ящура. Іноді з'являється підщелепна або шийна лімфаденопатія. Зазвичай самостійно проходить через 7-10 днів. Більшість випадків захворювання перебігають сприятливо, проте можуть виникнути ускладнення, включаючи енцефаліти, менінгіти і паралічі, що нагадують такі при поліомієліті. Іноді висипання нагадують такі при синдромі Джанотті—Крості.

## Ускладнення
Іноді зустрічається у дітей тяжка дегідратація. Рідкісні ускладнення включають менінгоенцефаліт, міокардит, набряк легень. Іноді через ці ускладнення можлива смерть. Після хвороби може розвиватися лущення долонь і підошов, вкрай рідко можливе рубцювання на місці деяких висипань навколо рота.

## Діагностика
Є переважно клінічною за наявності чітких клінічних змін. У випадку малосимптомних проявів необхідно застосувати лабораторну діагностику. Вірусна культура є золотим стандартом для діагностики, але кінцеві результати можна отримати через тиждень. Полімеразна ланцюгова реакція триває швидше, при цьому час обробки становить менше 1 дня. Вона ідентифікує вірусну РНК і є високочутливою для виявлення вірусного ураження центральної нервової системи. Нові розроблені методики імуноферментного аналізу (ІФА) для вірусу Коксакі A16 і ентеровірусу 71 виявляються досить перспективними для діагностики. Ці тести є недорогими і виявляють антитіла IgM на ранній стадії і у великому відсотку пацієнтів. У перший тиждень захворювання встановлено, що виявлення IgM до ентеровірусу 71 відбулося у 90,2 % хворих, а для вірусу Коксакі A16 — у 68 %.

## Лікування
Лікування гераніном мишей, яким вводили смертельну дозу ентеровірусу 71, призводило до зниження летальності, полегшення клінічних проявів та інгібування реплікації вірусу в м'язах. Отримані результати дозволяють припустити, що геранін може бути використаний як потенційний препарат для лікування хвороби, коли етіологічним фактором передбачається ентеровірус 71. Таким же перспективним препаратом є лікорін, який в експериментах на мишах показав ще й захист від виникнення паралічів. Внутрішньовенний імуноглобулін застосовувався в тяжких випадках під час спалахів в Азії, продемонстрував потенційну здатність припиняти прогресування захворювання при застосуванні до розвитку серцево-легеневої недостатності. Проте, це не було вивчено на перспективу і наразі не рекомендується.

## Профілактика
Дослідження показали, що більшість дітей, які захворюють на цю хворобу, мають недостатність вітаміну А, що пов'язано з їхнім зниженим імунітетом і більш тяжким перебігом. Слід уникати гри з дітьми з бідних мікрорайонів, відвідування амбулаторної медичної клініки з інших причин, а також місць скупчення людей. Адекватне миття рук дітьми дошкільного віку та їхніми доглядальниками має значний захисний ефект. CDC рекомендують:
- часте миття рук після туалету та зміни підгузків;
- дезінфекція часто використовуваних поверхонь і предметів, включаючи іграшки;
- уникнення тісного контакту з інфікованими особами та виділення для них деяких особистих речей, як посуд і чашки.

Вакцина, відома як EV71, доступна в Китаї, але не сертифікована в Європі та США.